# Zelem
Zelem is een dorp in de Belgische provincie Limburg en een deelgemeente van de stad Halen, het was een zelfstandige gemeente tot aan de gemeentelijke herindeling van 1977.

## Etymologie
In 1114 werd in een handschrift voor het eerst melding gemaakt van "Salechem". Dit "salech & heim", "zalig en plaats waar men woont" bestaat nu als Zelem.

## Geschiedenis
Zelem, een heerlijkheid, maakte deel uit van het graafschap Loon. Dit graafschap werd in 1336 bij het prinsbisdom Luik gevoegd. Met grote zekerheid was Zelem het eigendom van de heren van Diest sinds de 12e eeuw tot 1499. Toen kwam Diest en Zelem in het bezit van het grafelijke Huis Nassau. Het was de prins van Oranje-Nassau die Zelem in 1649 schonk aan de Nederlandse dichter Constantijn Huygens, toen zijn secretaris. Het bleef in de familie tot aan de Franse tijd. Zelem werd toen een burgerlijke gemeente en maakte deel uit van het departement Nedermaas en het kanton Herk-de-Stad en later bij de provincie Limburg. Het centrum van Zelem verschoof, in de 17e eeuw, van de Demer naar de Zwarte Beek toe, dit is meer noordwaarts.
De eerste kerk van Zelem, de Sint-Niklaas-kerk stond aan de Demer en werd in 1644 verlaten. In het nieuwe centrum werd van 1647 tot 1656 de Sint-Apollonia-kapel gebouwd, die werd gebruikt als parochiekerk tot 1878. Ze stond op de plaats van de huidige kiosk. In 1878 werd de vlakbijgelegen Sint-Lambertuskerk ingewijd en ging de kapel uit gebruik als parochiekerk.
In de 16e en 17e eeuw, tijdens de godsdienstoorlogen, had Zelem telkens te lijden. Dit door de militaire opeisingen en inkwartiering van de strijdkrachten. 
Toen werden de drie schansen gebouwd: de Hezer Schans, de Oude Schans en de Nieuwe Schans.
In 1329 werd aan de rand van het dorp een kartuizerklooster gesticht: het Sint-Jansbergklooster.
Zelem was tot aan de aanvang van de 20e eeuw een landbouwgemeente. Vele weilanden, vruchtbaar omdat ze in valleien van de Demer en de Zwarte Beek lagen, waren voorhanden voor in het bijzonder de melkveeteelt. Nadeel was wel dat deze weilanden vaak onder water stonden. In de loop van de 20e en 21e eeuw verminderde het belang van de landbouw.
Door de komst van een spoorwegstation (1865) aan de spoorlijn Leuven-Hasselt, de oprichting van een vernisfabriek (1850) en de bouw van een ijzergieterij (1872), veranderde in de 2de helft van de 19e eeuw het uitzicht van de gemeente. Wederom verplaatste het centrum zich, deze maal meer oostwaarts, waar men nu de wijken Heide (station) en Tuinwijk (gieterij) vindt.
In Zelem bevond zich het weeshuis Sint-Vincentius beheerd door de Zusters van de Heilige Vincentius a Paulo. Dit weeshuis is later bekend geworden van de getuigenissen  van ernstige misstanden en het begraven van jonge kinderen die waren overleden in het tehuis.
Zelem werd toegevoegd aan de gemeente Halen op 1 januari 1977 en is sindsdien geen autonome gemeente meer. Het is uitgegroeid tot een forensendorp van waaruit vele bewoners dagelijks naar hun werk buiten het dorp pendelen.

## Demografische ontwikkeling
- Bronnen:NIS, Opm:1831 tot en met 1970=volkstellingen; 1976 = inwoneraantal op 31 december

## Natuur en landschap
Zelem ligt in de Zuiderkempen, op het Kempens laagplateau. De plaats ligt in de vallei van de Zwarte Beek, welke ten westen van de kom uitmondt in het Zwart Water, een bijriviertje van de Demer. Hier vindt men ook het natuurgebied Vallei van de Zwarte Beek. Ten zuiden van Zelem ligt het natuurgebied Gorenbroek.
Enkele getuigenheuvels tot 50 meter hoogte, waaronder de Kolenberg, bepalen mede het landschap.

## Bezienswaardigheden
- Onze-Lieve-Vrouw-ten-Onrustkapel
- Sint-Jansbergklooster
- Sint-Lambertuskerk
- Loboskasteel

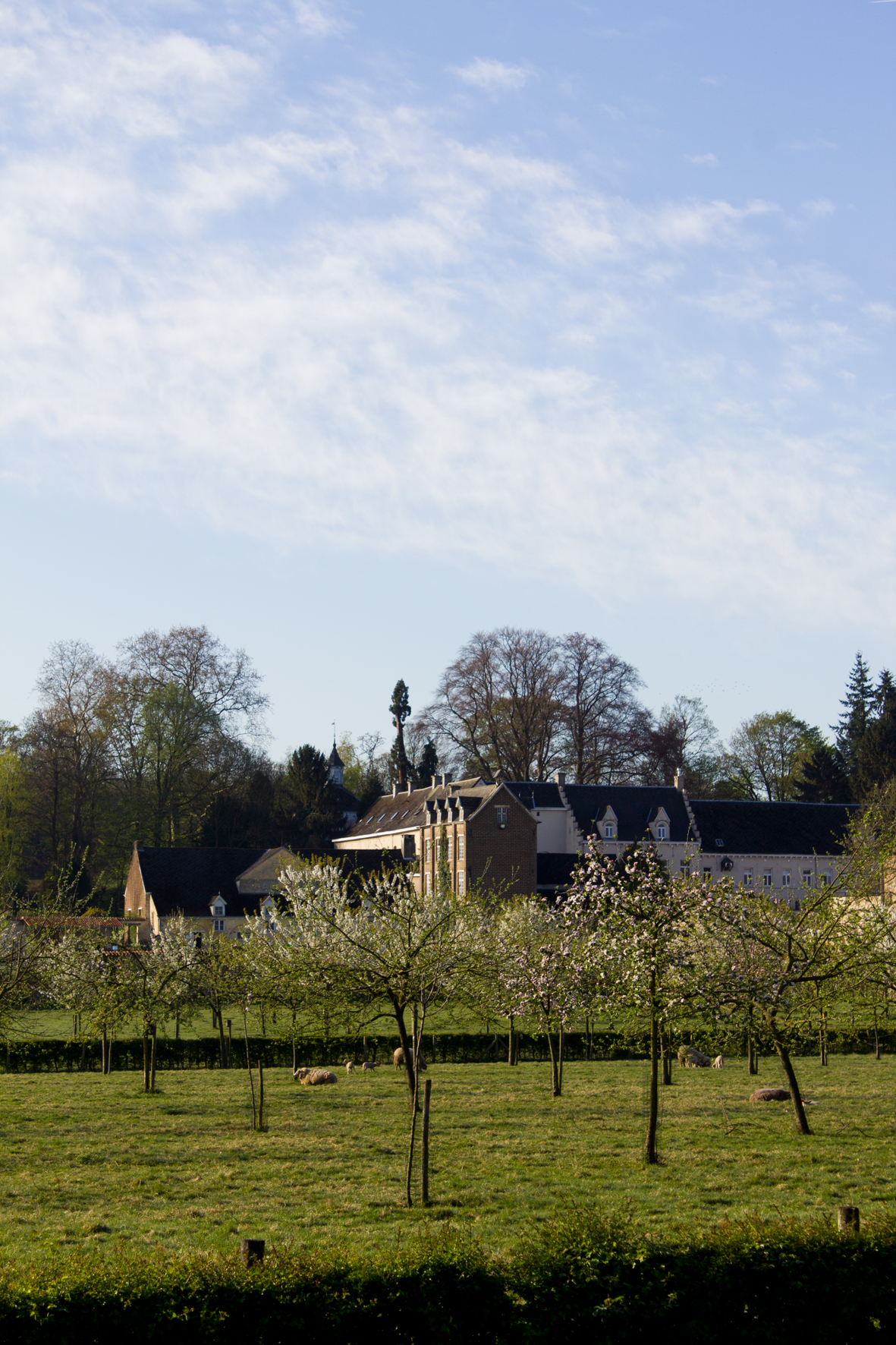
Kartuizerklooster Sint-Jansdal
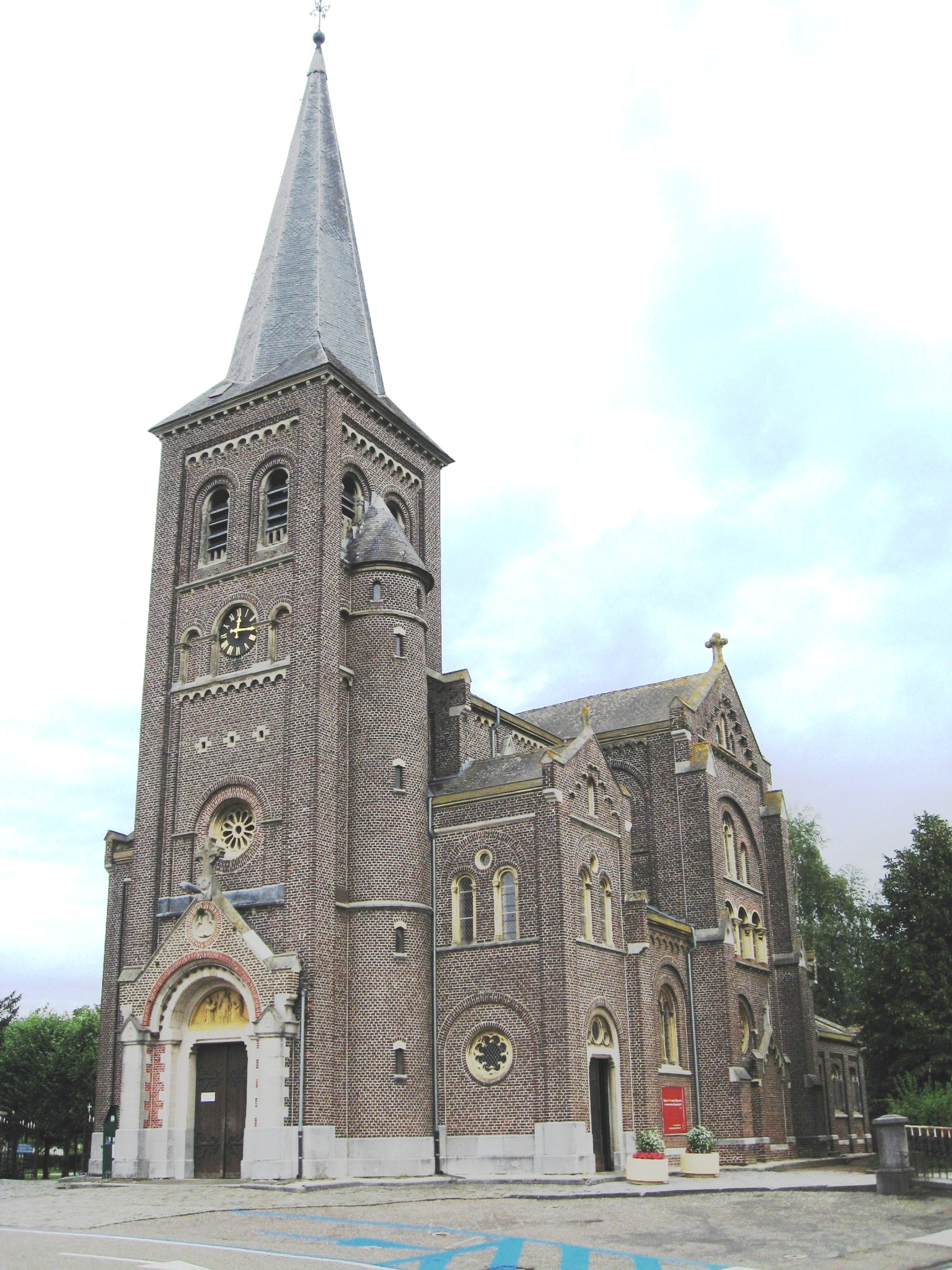
De Sint-Lambertuskerk

## Lijst van burgemeesters
- 1831-1837: Petrus Lambrechts
- 1837-1862: Hubert Fischbach Malacord
- 1863-1865: Leonardus Lambrechts
- 1866-1867: Paulus Guedens
- 1867-1867: Severinus Daniels
- 1868-1879: Carolus Enckels
- 1879-1885: Martin Mathys
- 1885-1901: Leopold Cruls
- 1902-1930: Jan Ramaekers
- 1930-1958: Max Ramaekers
- 1959-1976: Hubert Brems

## Nabijgelegen kernen
Zelk, Halen, Linkhout, Meldert, Schaffen
Deelgemeenten: Halen · Loksbergen · Zelem

Gehuchten: Blekkom · Klein-Frankrijk · Rotem · Zelk

Belgische gemeenten · Arrondissement Hasselt · Limburg · Vlaanderen